# موتار
موتار (به لاتین: Mutare) یک منطقهٔ مسکونی در زیمبابوه است که در استان مانیکالند واقع شده‌است. موتار ۱۸۸٬۲۴۳ نفر جمعیت دارد و ۱٬۱۲۰ متر بالاتر از سطح دریا واقع شده‌است.

## خواهرخوانده
شهر هارلم (هلند) خواهرخواندهٔ موتار هست.